# Віва Сапата!
«Віва, Сапата!» (англ. Viva Zapata!) — кінофільм режисера Еліа Казана, що вийшов на екрани в 1952 році. Фільм розповідає про життя і діяльність одного з лідерів Мексиканської революції Еміліано Сапати.

## Сюжет
Після безуспішного відвідування разом з групою селян президента Порфіріо Діаса (Фей Руп) молодий Еміліано Сапата (Марлон Брандо) розуміє, що мирним шляхом їм не вдасться повернути собі землю, на якій вони жили і працювали багато десятиліть. Тоді разом зі своїм братом Еуфеміо (Ентоні Квінн) він вирішує підняти повстання. Одночасно на півночі Мексики починають діяти загони під керівництвом Франсиско Мадеро (Гарольд Гордон). Діас згодом розуміє, що не в стані зупинити спротив і втікає з країни. Але цей успіх не приносить довгоочікуваного миру і не задовольняє вимог простого народу… Паралельно розвивається тема відносин Еміліано з його коханою Хосефою (Джин Пітерс).

## У ролях

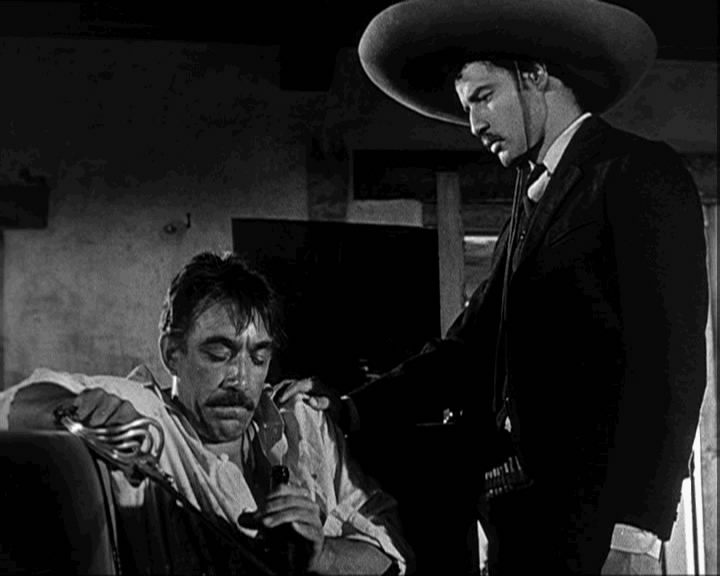
Ентоні Квінн та Марлон Брандо в ролі братів Сапата. Кадр з фільму

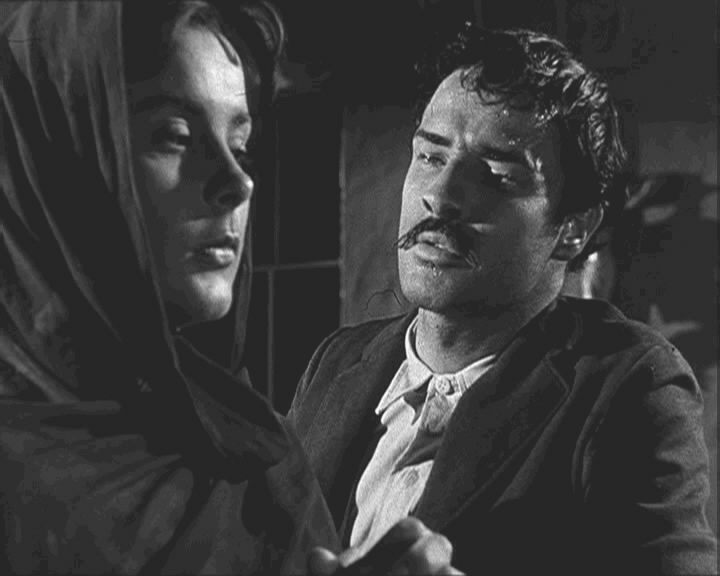
Джин Пітерс та Марлон Брандо. Кадр з фільму

- Марлон Брандо — Еміліано Сапата
- Джин Пітерс — Хосефа Сапата
- Ентоні Квінн — Еуфеміо Сапата
- Джозеф Вайсмен — Фернандо Агірре
- Алан Рід — Панчо Вілья
- Гарольд Гордон — Франсиско Мадеро
- Лу Гілберт — Пабло
- Арнольд Мосс — дон Насіо
- Френк Сільвера — генерал Вікторіано Уерта
- Фей Руп — президент Порфіріо Діас
- Флоренс Еймс — сеньйор Еспехо
- Мілдред Даннок — сеньйора Еспехо
- Генрі Сільва — Ернандес, селянин, який кидає виклик «президентові» Сапаті

## Нагороди та номінації
- 1952 — приз найкращому актору Каннського кінофестивалю (Марлон Брандо)
- 1953 — премія «Оскар» за найкращу чоловічу роль другого плану (Ентоні Квінн), а також 4 номінації: найкращий актор (Марлон Брандо), найкращий сценарій (Джон Стейнбек), найкраща музика (Алекс Норт), найкраща робота художників та декораторів (Лайл Вілер, Ліланд Фуллер, Томас Літтл, Клод Карпентер)
- 1953 — премія BAFTA найкращому іноземному актору (Марлон Брандо), а також номінація на премію за найкращий фільм
- 1953 — номінація на премію «Золотий глобус» найкращій акторці другого плану (Мілдред Даннок)
- 1953 — номінація на премію Гільдії режисерів США (Еліа Казан)